# Sablières
Sablières – miejscowość i gmina we Francji, w regionie Owernia-Rodan-Alpy, w departamencie Ardèche.
Według danych na rok 1990 gminę zamieszkiwało 149 osób, a gęstość zaludnienia wynosiła 4 osoby/km² (wśród 2880 gmin regionu Rodan-Alpy Sablières plasuje się na 1473. miejscu pod względem liczby ludności, natomiast pod względem powierzchni na miejscu 132.).

## Populacja

Populacja Sablières w latach 1962–2008